# Typocerus fulvocinctus
Typocerus fulvocinctus är en skalbaggsart som beskrevs av Knull 1956. Typocerus fulvocinctus ingår i släktet Typocerus och familjen långhorningar. Inga underarter finns listade i Catalogue of Life.